# Tân Khâu
Tân Khâu (chữ Hán giản thể: 新邱区, âm Hán Việt: Tân Khâu khu) là một quận của địa cấp thị Phụ Tân, tỉnh Liêu Ninh, Cộng hòa Nhân dân Trung Hoa. Quận này có diện tích 128 km², dân số 90.000 người. Mã số bưu chính của Tân Khâu là 123005. Chính quyền nhân dân quận đóng tại số 53 đại lộ Tân Khâu. Quận Tân Khâu được chia thành 4 nhai đạo biện sự xứ (Nhai Cơ, Bắc Bộ, Trung Bộ, Nam Bộ) và 1 trấn Trường Doanh Tử.